# Culmea Pietricica
Culmea Pietricica Bacăului (740 m altitudinea maximă în vârful Capăta) este o structură anticlinală  ce face parte din unitatea  de orogen situată pe flancul exterior al Carpaților Orientali - Subcarpații Moldovei. Este considerata cea mai lungă unitate a acestora, având o lungime de aproximativ 35 km.

## Delimitări
Este situată între Culoarul Siretului - la est - și ulucul depresionar format pe structură de sinclinoriu al Depresiunii Tazlău-Cașin – la vest. La la nord-est are ca vecin Dealul Bărboiu (504 m, situat între Valea Bistriței și Valea Tazlăului), de care este despărțită de Râul Trebiș iar la sud este despărțită de către Valea Trotușului de Dealul Oușoru (783 m) la vest. Dincolo de aliniamentul Gura Văii - Slobozia, în sud-estul culmii supraviețuiește între Trotuș și Siret un mic fragment piemontan - Piemontul Orbenilor (sau Pâncești)- continuare la nord de Trotuș a Piemontului Zăbrăuț, care aparține de Subcarpații de Curbură.

## Geomorfologie

### Geologie
Axul central al Pietricicăi aflat între munții flișului și soclul scufundat al Platformei Moldovenești, este un sinclinal suspendat umplut cu depozite mai dure, în cadrul unui sinclinoriu mai larg deversat peste bordura vestică a  acestei platforme. Pietricica este alcătuită cu precadere din roci miocene și este înălțată preponderant în zona centrală, unde s-au păstrat conglomerate burdigaliene și gresii mai dure. La nord de valea Negelulului precum și la sud spre Trotuș înălțările au fost mai reduse și, pe fondul unor roci cu duritate mică modelarea reliefului a fost mai intensă.
Conglomeratele cu șisturi verzi (notă caracteristică), se îmbină cu formațiuni mai vechi ale flișului carpatic, (șisturile disodilice și menelitele cu gresie de Kliwa de la Sărata, și Valea Mare). Formațiunile oligocene sunt acoperite de conglomerate din elemente verzi burdigaliene care la rândul lor sunt acoperite de formațiuni ale miocenului (marne grezoase, gipsuri, tufuri și cenuși vulcanice tortoniene).
Marginea estică a Culmii Pietricica este înclinată puternic, continuarea culmii principale făcându-se spre Siret cu o fâșie de dealuri sculptate în marne și gresii, cu văi adânci săpate de o eroziune accentuată.
Porțiunea localizat între Siret și Pietricica a evoluat în cuaternar în regim de glacis piemontan, format după înălțarea culmii.
Prelungirea sudică a culmii, Piemontul Orbenilor, este alcătuit din prundișuri și nisipuri pliocen-cuaternare.
Trăsăturile actuale ale reliefului s-au format în Pleistocenul superior și in Holocen.

### Morfologie

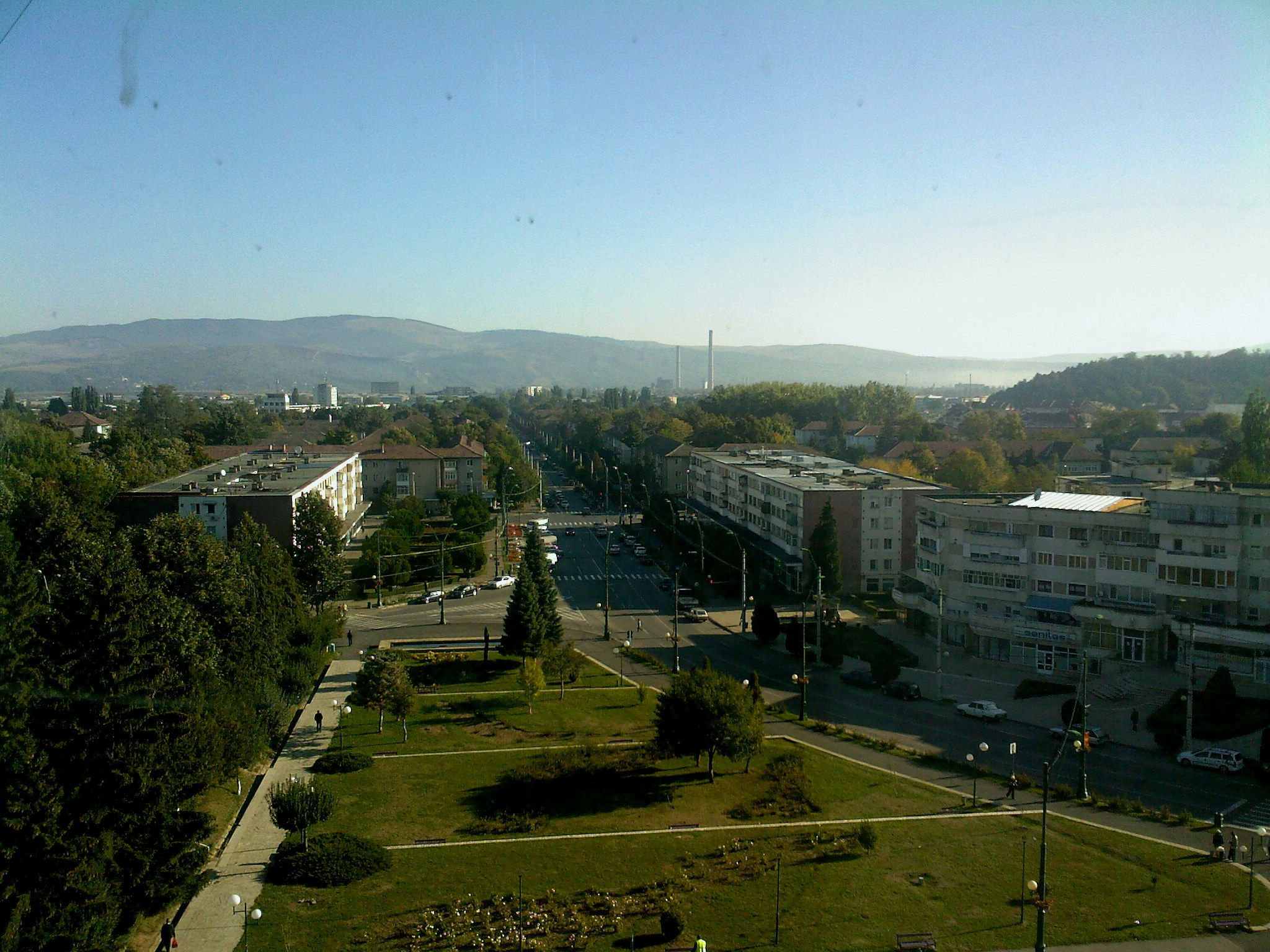
Culmea Pietricica (cu cel mai mare vârf Capăta–740 m) văzută din municipiul Onești

Culmea reprezintă cumpăna apelor dintre bazinele hidrografice ale râurilor Siret (est) și Tazlău (vest). Relieful are o structură accidentată cu înălțimi rotunjite și vârfuri conice, fragmentată în dealuri mai scunde (501 m altitudine maximă în Dealul Chicera Mare) la nord de pârulul Negel și, masivă și unitară cu  înălțimi mai mari de peste 600 m în sudul acestuia. 
Porțiunea nordică cuprinde delurile de pe stânga Trebișului: Chicera Mare (501 m), Fătului (386 m), Samuilă (425 Poiana Mare (306 m)  și pe cele situate între Trebiș și Negel:  Slatina -Valea Rea (390 m), Râpa (468 m). Dealurile Căpățâna și Pietricica reprezintă o prelungire a culmii principale la sud de Negel.
In lungul culmii principale sudice se înșiruie un aliniament de martori de eroziune: Cărunta (717 m), Fundu Tocilei (701 m), Măgura (660 m), Capătă (740 m) Cireșul (696 m) și alții. Din acest  interfluviu se desprind creste sub forma de prelungiri înguste, scurte și paralele (unele cu aspect de hogbackuri), orientate spre nord-est: Dealul Nou-Sărata (574 m), Dealul Lărguța (561 m), Dealul Dumăriei (461m),  Dlealul Dumache (523 m), Dealul Brădișu (525 m). 
Morfologic, spre est glacisul piemontan  este separat  de către abruptul morfotectonic (cu diferențieri altitudinale de 250-300 m în partea centrală și 100-150 m  în  zonele nordică și sudică), de culme. În dealurile Cărunta, Capătă și Cireșul, versantul estic dă astfel impresia unor munți mijlocii si joși, iar spre nord și sud aspectul de ansamblu este al unor  culmi domoale cu interfluvii largi, uneori aproape orizontale (dealurile de pe stânga Trebișului), excepție spre limita de nord-vest (spre obârșiile Slatinei, Văii  Budului și Cârligatei) unde apar câteva forme mai semețe.

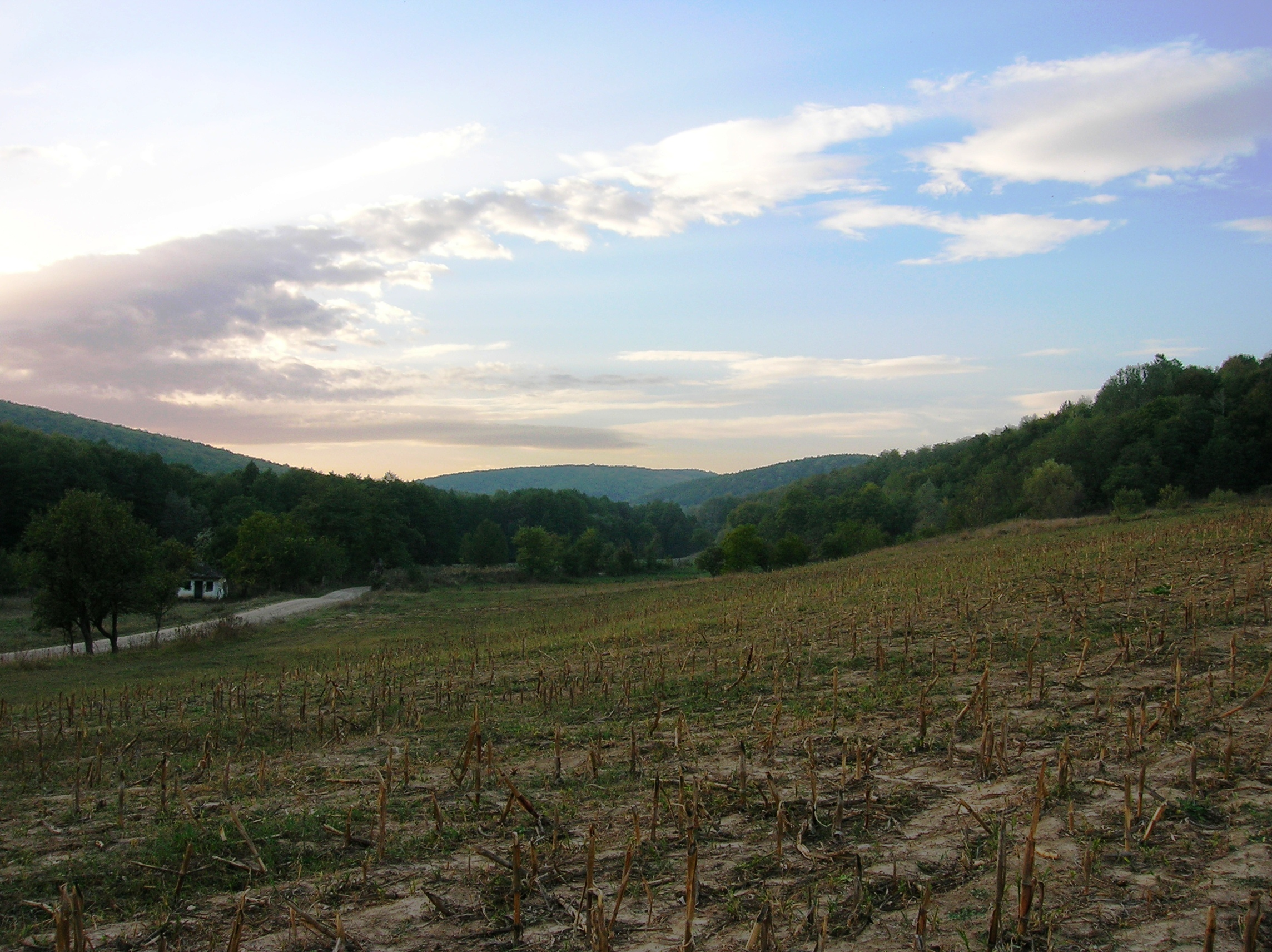
Valea Văii Seci spre cumpăna apelor - prin Piemontul Orbenilor

Fâșia de contact dintre abrupt și glacis – unde racordul se face brusc - este foarte fragmentată. Rocile slab rezistente la eroziune ale glacisului, au favorizat o evoluție a rețelei hidrografice care l-a fragmentat în diferite culmi deluroase și microdepresiuni de contact tectono-erozive și erozive: Slatina (tectono-erozivă, cu iviri de ape sărate), Trebiș (erozivă, pe cursul mijlociu al Trebișului), Osebiți (erozivă pe un afluent al Negelului), Sărata-Băi (tectono-erozivă, cu iviri de ape sărate, pe cursul superior al pârâului Sărata), Bălțata (erozivă, pe cursul superior al pârâului Bălțata), Cleja de Sus (erozivă, pe pârâul Cleja). 
Acestea sunt mărginite la exterior de culmi deluroase ca niște contraforturi, pe care se păstrează fragmente ale teraselor Siretului. Se distinge astfel un aliniament de culmi mai joase: Dealul Sohodol (325 m), Dealul Mare (370 m),  Dealul Gherțu (451 m), Dealul Călugăra (492 m) Dealul Moșului (444 m), Dealul Movilița (308 m), Dealul Faraoani, Dealul Somușca (401 m)
Spre Valea Trotușului, Piemontul Orbenilor se termină abrupt.

## Climă
Arealulului  îi este caracteristic climatul temperat-continental cu influențe de ariditate, cu ierni lungi și reci și veri calde adesea secetoase . Caracterul excesiv al climei se accentuează spre est și sud. 
Prezența culmii între Depresiunea Tazlăului și Culoarul Siretului favorizează foehnizarea ușoară a maselor de aer vestice și nord-vestice la coborârea versantului împădurit din est și formarea brizelor de deal-vale. 
Microdepresiunile formate la contactul cu glacisul piemontan oferă nuanțe de adăpost . Este de remarcat  aridizare pronunțată a regimului pluviometric în ultimele 3 decenii, în sensul predominării anilor secetoși și creșterii gradului de torențialitate.
Temperatura medie are valori de 8-8,5 °C, precipitațiile  apropiindu-se de 580-600 l/m2.

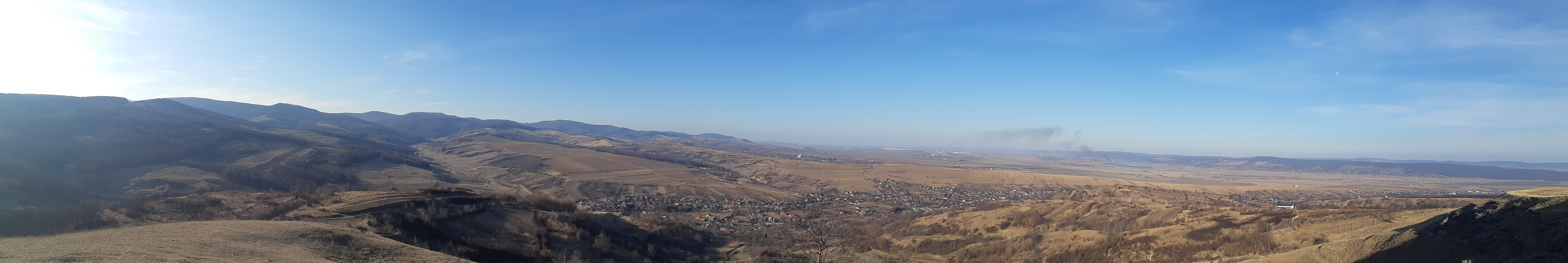
Panoramă de la vest la sud-est din vârful dealului Pătul dintre Somușca și Cleja, Bacău. De la stânga la dreapta: Culmea Pietricica, podișul piemontan de la poalele acesteia, Culoarul Siretului, relieful de cuestă al Colinelor Tutovei. În prim-plan comuna Cleja, în planul mijlociu comuna Faraoani și în plan îndepăratat Bacăul.

## Hidrografie
Zona este circumscrisă în nord de râurile Trebiș (emisar Bistrița) cu afluenții Slatina, Cârligați Negel, în est de Siret cu afluenții Bahna, Izvoarele, Cleja, Răcăciuni, Parava, Orbeni, Scurta, Botohan, Fântânele, Conțești, în sud-est de Trotuș (emisar Siret) cu afluenții Pârâul Mare și Gârbova, iar în vest - în partea sudică a depresiunii de Tazlău (emisar Trotuș) cu afluenții Nadișa, Răchitiș, Orășa, Helegiu, Văereni, Brătila.
Afluenții Tazlăului cu origine în Culmea Pietricica au un debit relativ redus dar permanent, talveguri cu pante accentuate, viteze mari de curgere și produc viituri semnificative.
Apele freatice se află la baza orizontului conglomerato-gresos din culmea principală și în depozitele scoarței de alterare și deluviale de pe celelalte culmi.

## Rețeaua de comunicații

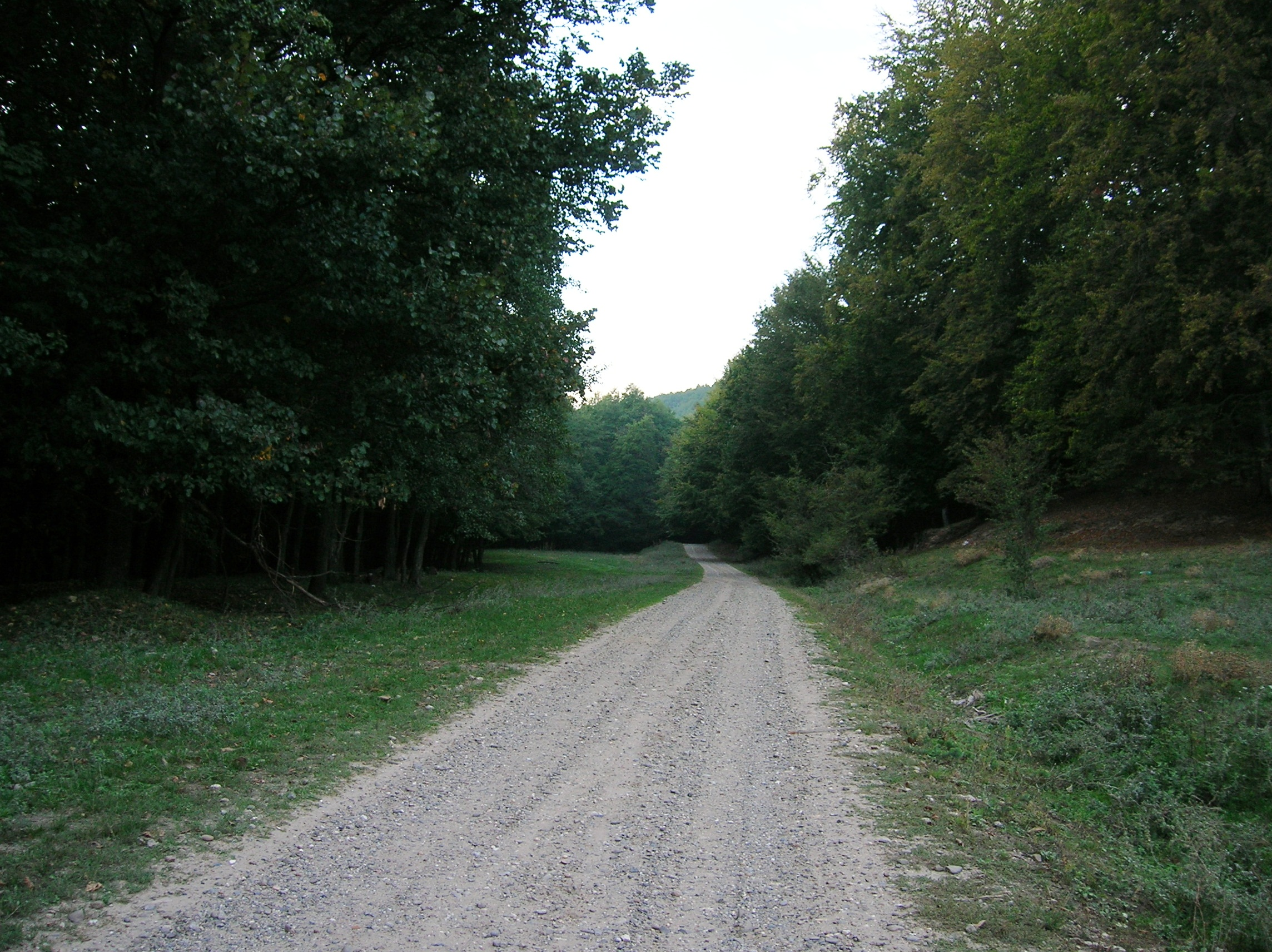
Valea Văii Seci - Drumul axial prin pădure

### Rutiere
Cea mai dezvoltată rețea de comunicații din zonă este rețeaua rutieră.
Culmea este circumscrisă în partea de nord pe valea Trebișului de DN2G Bacău - Comănești pe porțiunea Bacău - Tescani, la est în Culoarul Siretului de DN2 pe porțiunea Bacău - Adjud, la sud pe valea Trotușului de DN11A pe porțiunea Adjud - Onești și la est pe valea Tazlăului - în partea sudică de DN11 între Onești și Sănduleni și de DJ118 între  Sănduleni și Tescani.
DN11 între Bacău și Sănduleni traversează culmea în apropiere de vârful Măgura.
O altă serie de drumuri județene asigură pe flancuri comunicațiile: DJ 119 Bacău - Sărata, DJ119H DN2 - Faraoani, DJ206B DN2 - Parava - Gura Văii - Onești (traversează culmea, este însă doar parțial modernizat), DJ119D DN2 - Valea Seacă - Parava (DJ206B), DJ119A Sascut - Urechești (DN11A), DJ118B Enăchești (DJ118) - Strugari.

### Feroviare
În partea de est Magistrala CFR 500 între Bacău și Adjud și 501 în sud-est între Adjud și Onești flanchează în unghi ascuțit arealul.

### Aeriene
Cel mai apropiat aeroport este la Bacău.

## Obiective culturale și turistice

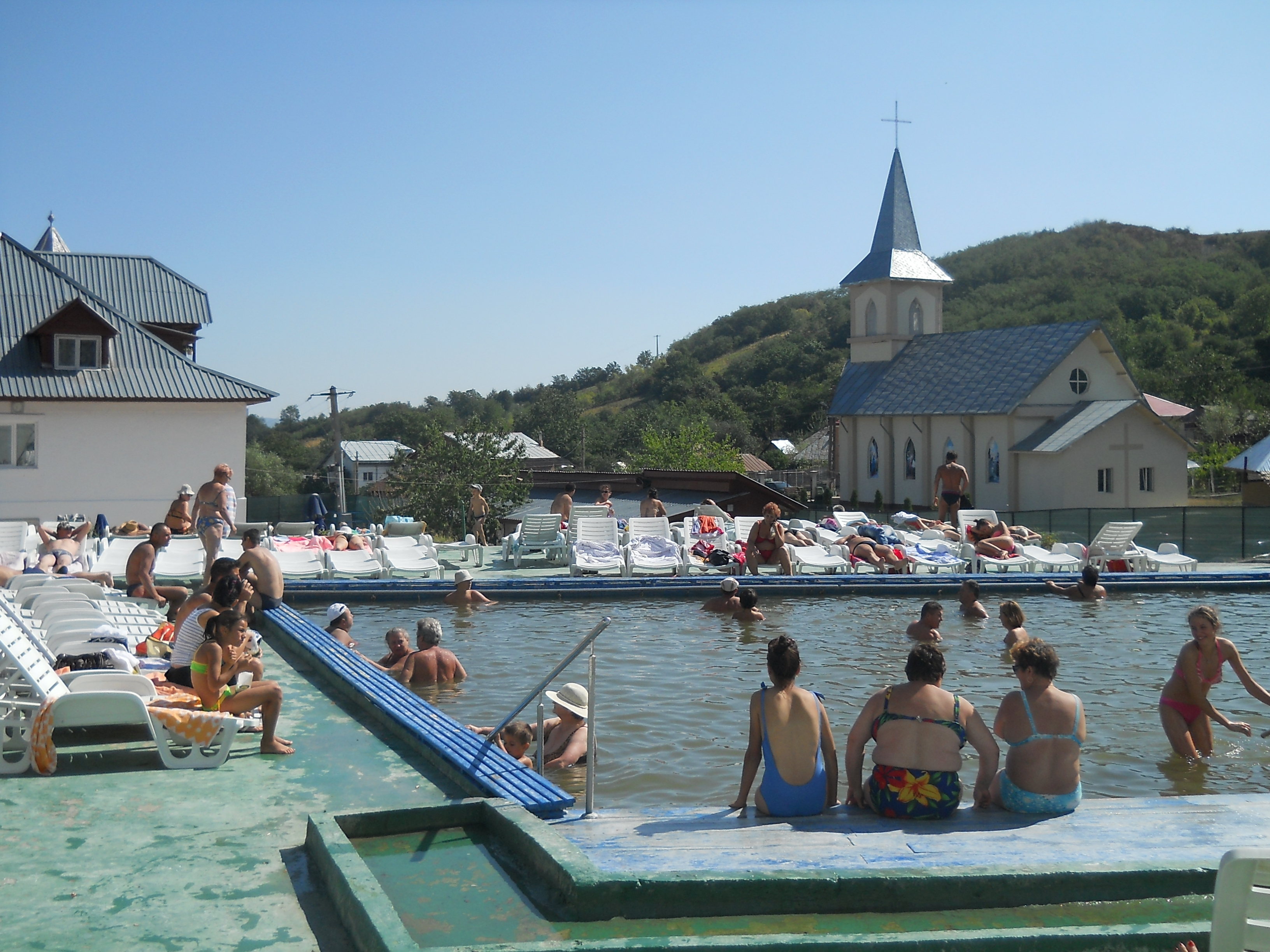
Ștrandul de la Băile Sărata

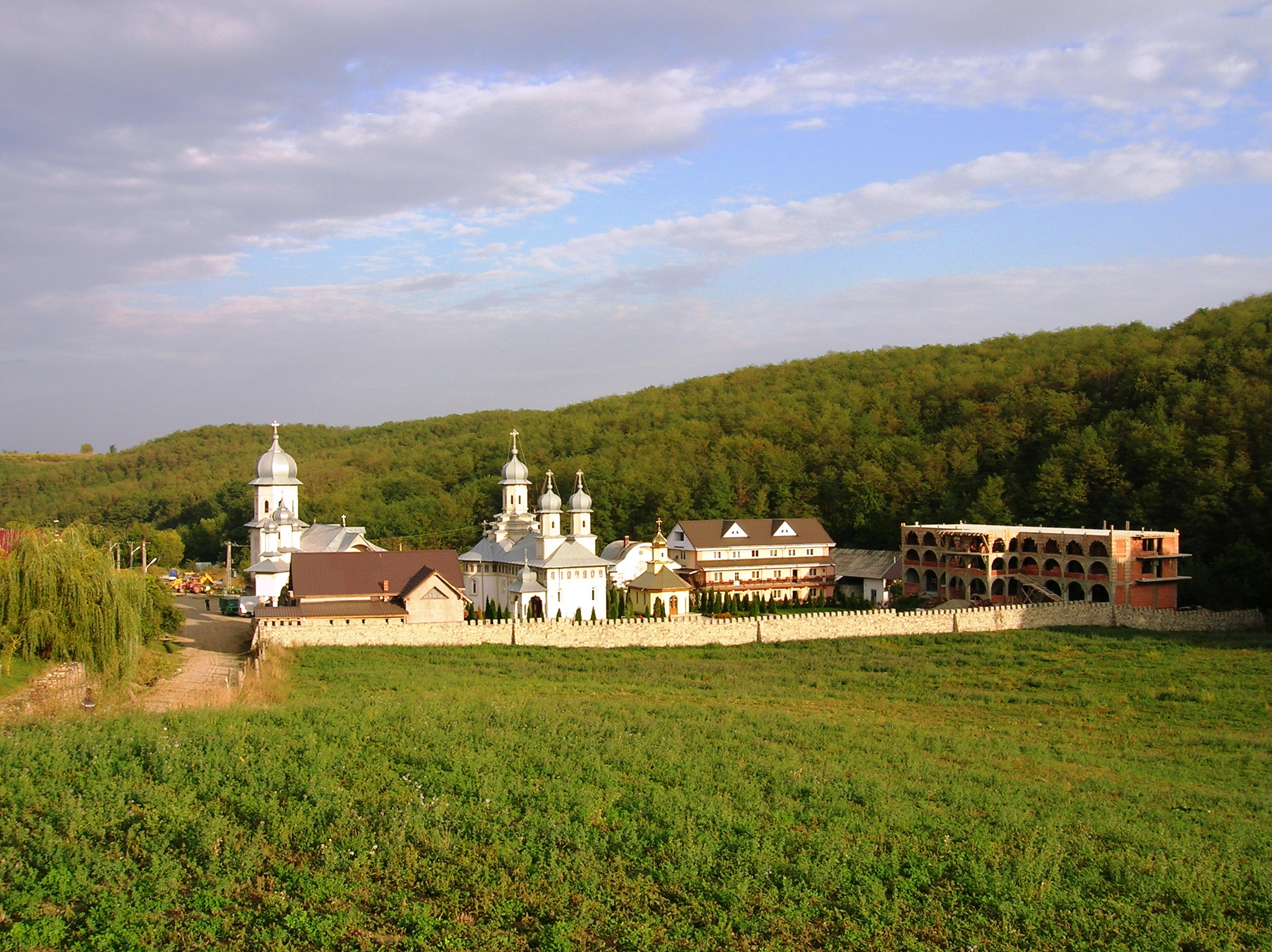
Satul Cucova - Mănăstirea Sfânta Treime (stil vechi)

La mică distanță de municipiul Bacău la poalele dealului Moșului, în satul Sărata sunt izvoare cu apă sulfuroasă, clorurată, iodurată, calcică și bromurată. Aici funcționează o bază de tratament balnear care aparține de Episcopia Romano-Catolică de Iași și un ștrand cu apă sărată termală particular.
Spre sud la mică distanță de vârful Cărunta, se află Poiana Ciciola[A], unde se află o capelă catolică dedicată Fecioarei Maria.Aici anual are loc o ceremonie religioasă, pentru a cinsti locul unde conform tradiției se presupune că se refugiau din cale jefuitorilor turci locuitorii satului Valea Mare. Un suport pentru clopot, amintește de obiceiul celor plecați în bejenie, de a se refugia cu tot cu clopotul bisericii. În același loc există ca și amenajări mese și bănci din leațuri și într-o margine a poienii un izvor amenajat.
Peșterea Ghimelcea[B] - Se află pe pantele vestice ale culmii Rotunda, în relativă proximitate a  vârfului Ghimelcea, fiind de fapt o veche galerie de prospectare. 
În satul Cucova din comuna Valea Seacă se găsește o mânăstire pe stil vechi cu hramul mare Sfânta Treime și hramul mic Acoperământul Maicii Domnului.